# Victoria (Londres)
Victoria es una zona del centro de Londres, situada en la Ciudad de Westminster. Debe su nombre a la estación de Victoria, que es un importante nodo del transporte de la ciudad, la cual, a su vez, debe su nombre a la cercana Victoria Street. El nombre de Victoria se usa para designar a las calles adyacentes o cercanas a la estación, incluidas Victoria Street, Buckingham Palace Road, Wilton Road, Grosvenor Gardens y Vauxhall Bridge Road. Victoria contiene principalmente edificios residenciales y de oficinas, con comercios a lo largo de las calles principales.
La zona constituye uno de los nodos de transporte más ajetreados de Londres y del Reino Unido, al contener la estación de ferrocarril (un monumento clasificado) y una estación del metro, así como Terminus Place, un importante nodo para los servicios de autobús y taxi. La Victoria Coach Station, a unos ochocientos metros al suroeste de la estación de ferrocarril, proporciona servicios de autobuses nacionales y continentales de larga distancia.
Victoria Street discurre en sentido este-oeste desde la estación de Victoria hasta el Broad Sanctuary en la abadía de Westminster. El complejo Cardinal Place, frente a la catedral de Westminster, fue inaugurado en 2006 y contiene una selección de restaurantes, bancos y tiendas, incluida una tienda de Marks & Spencer. Más al este, hay unos grandes almacenes House of Fraser (antiguamente Army & Navy) frente al Ayuntamiento de Westminster. En el extremo del Broad Sanctuary está el edificio del Departamento de Empresas, Energía y Estrategia Industrial, la sede de Transport for London en Windsor House, y el antiguo edificio de New Scotland Yard (sede de la Policía Metropolitana de Londres desde 1967 hasta 2016).

## Historia

Un mapa que muestra el barrio de Victoria del borough metropolitano de Westminster tal y como era en 1916.

La zona formaba parte de la parroquia de St. George Hanover Square. Mucho antes de que se construyera el complejo Cardinal Place, en su lugar había una enorme fábrica de cerveza llamada Stag Brewery, ubicada en el extremo oeste de Victoria Street. A principios del siglo xvii empezó como una pequeña fábrica de cerveza que ocupaba propiedades que antiguamente formaban parte del Palacio de St. James. Posteriormente, esta fábrica creció sustancialmente y fue comprada por Watney & Co., quienes construyeron viviendas alrededor de la fábrica, así como instalaciones para uso de sus trabajadores. A finales del siglo xix ya daba trabajo a un número considerable de personal, pero cerró en 1959 y posteriormente fue demolida.
Un barrio marginal, apodado Devil's Acre por Charles Dickens, fue demolido parcialmente para construir Victoria Street, que fue inaugurada en 1851. La estación de Victoria fue construida en 1860. En 1913 Pleasance Pendred y otras tres suffragettes rompieron las ventanas de varias tiendas, incluida la tienda de antigüedades en el 167 de Victoria Street.

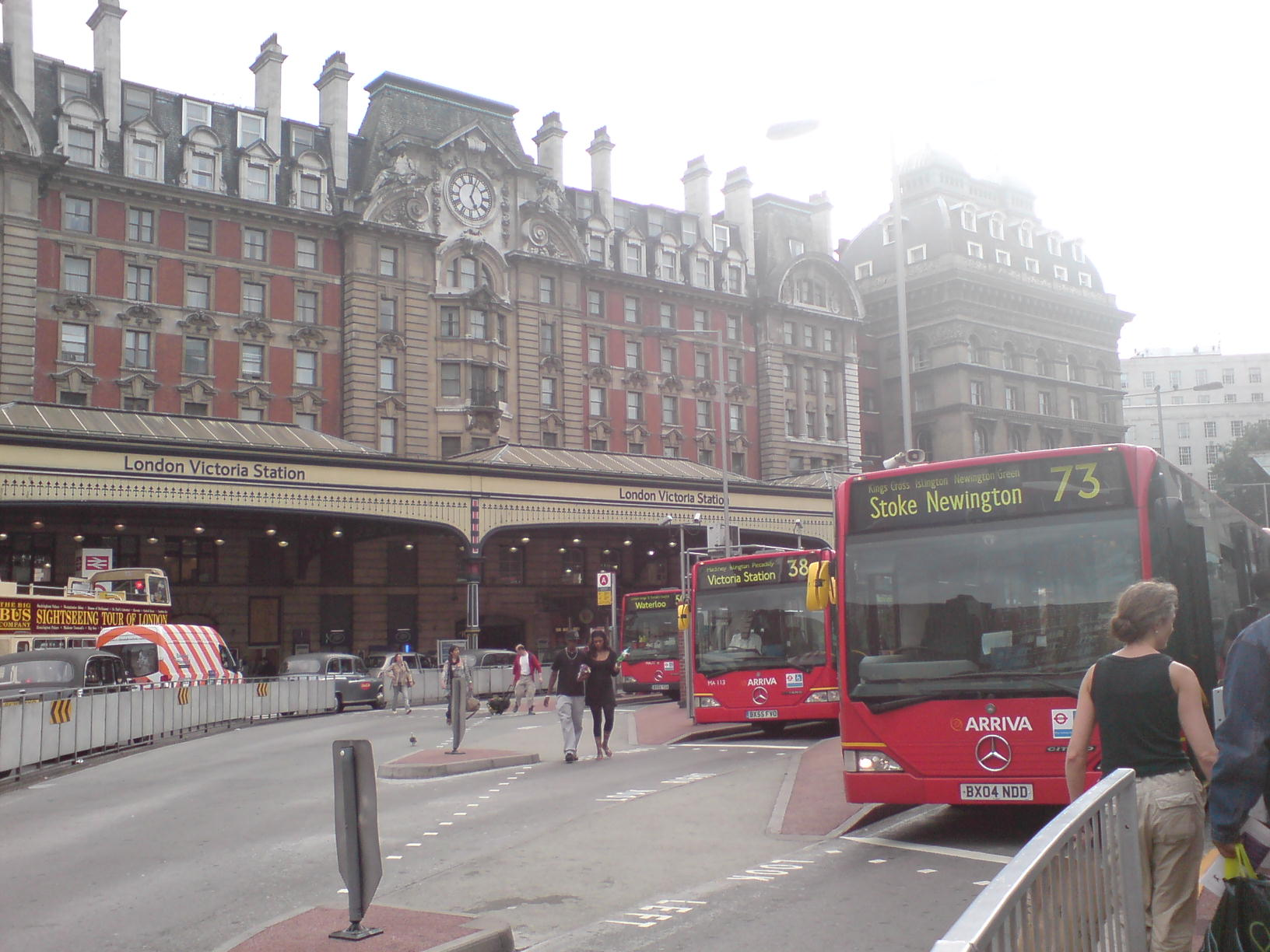
La Victoria Bus Station, frente a la estación de ferrocarril de Victoria, en 2007, con tres autobuses articulados cargando pasajeros (no confundir con la Victoria Coach Station).

Archibald Leitch, conocido por haber diseñado estadios de fútbol como Goodison Park, Craven Cottage, Anfield, Stamford Bridge, Old Trafford, Ibrox o White Hart Lane, entre muchos otros, tenía sus oficinas en el 53 de Victoria Street, y hasta la década de 1970 la calle albergaba muchos estudios de ingeniería.
De acuerdo con su biografía, Norman Wisdom dormía cerca de la estatua del mariscal Foch junto a la estación de autobuses, en el extremo occidental de la calle, cuando sus padres se separaron a la edad de nueve años. Antes de dedicarse a la interpretación, trabajó como recadero en las entonces grandiosas Artillery Mansions en Victoria Street, que albergaban un hotel elegante. En la década de 1980 entró en decadencia y fue okupado, y en la década de 1990 fue remodelado íntegramente y actualmente es un elegante edificio de apartamentos.

## Lugares de interés

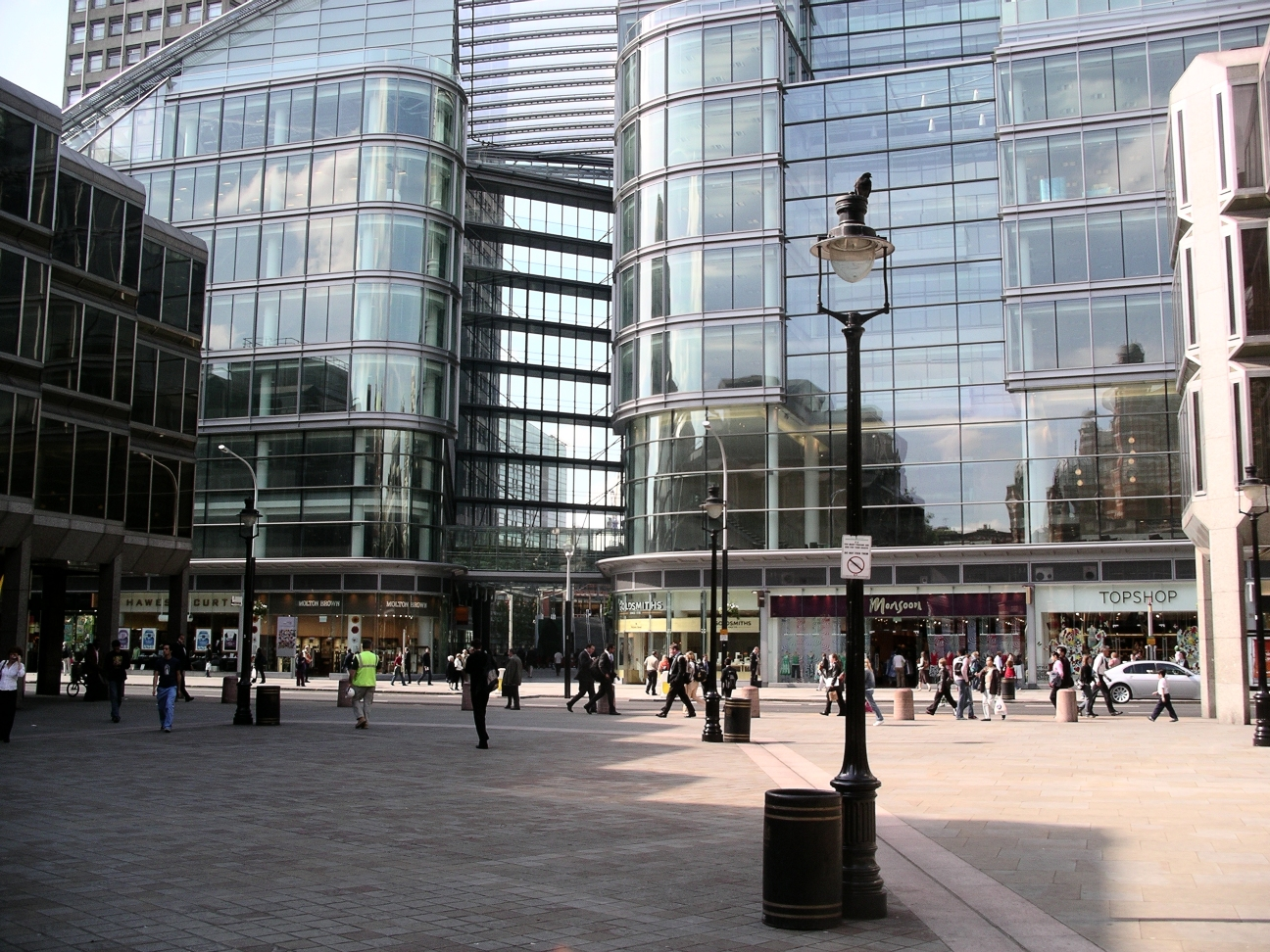
El complejo Cardinal Place.

El Victoria Palace Theatre data de 1911 y sustituyó al Royal Standard Music Hall, construido en 1886, que, a su vez, había sustituido a un anterior Royal Standard Music Hall, que fue inaugurado originalmente en 1850 como el Moy's Music Hall.
El Little Ben, una torre del reloj de 6 metros de altura del estilo del Big Ben, se encuentra en la intersección de Vauxhall Bridge Road y Victoria Street. Fue erigido en 1892 pero retirado en 1964 durante obras de ensanchamiento de calles, y fue guardado en un almacén hasta que eventualmente fue restaurado en 1981.
El Teatro Apollo Victoria fue construido en 1929 en estilo art déco, abriendo en 1930 el New Victoria Cinema, que cerró en 1975 y en 1981 fue reinaugurado como teatro. En 1984 se convirtió en anfitrión del musical Starlight Express, que siguió siendo su principal producción hasta 2002.
Frente a la entrada de la estación de Victoria desde la Victoria Street está la ubicación del antiguo Metropole Kinema, construido en 1929 y en funcionamiento hasta 1977. Fue reinaugurado en 1978 como The Venue, un club de música en directo propiedad de Virgin Records, que funcionó hasta 1984. El edificio fue demolido en 2013.
Los grandes almacenes House of Fraser de Victoria Street, inaugurados en 2005, fueron construidos en la parcela de la antigua tienda insignia de los Army & Navy Stores, inaugurada en 1872. Army & Navy Stores había sido comprada por House of Fraser en 1973.
La catedral de Westminster es la iglesia católica más grande del Reino Unido y la sede del arzobispo de Westminster. Fue construida entre 1895 y 1903 en estilo neobizantino en una parcela ocupada previamente por la cárcel de Tothill Fields desde 1618 hasta 1884.